# Ziusudra

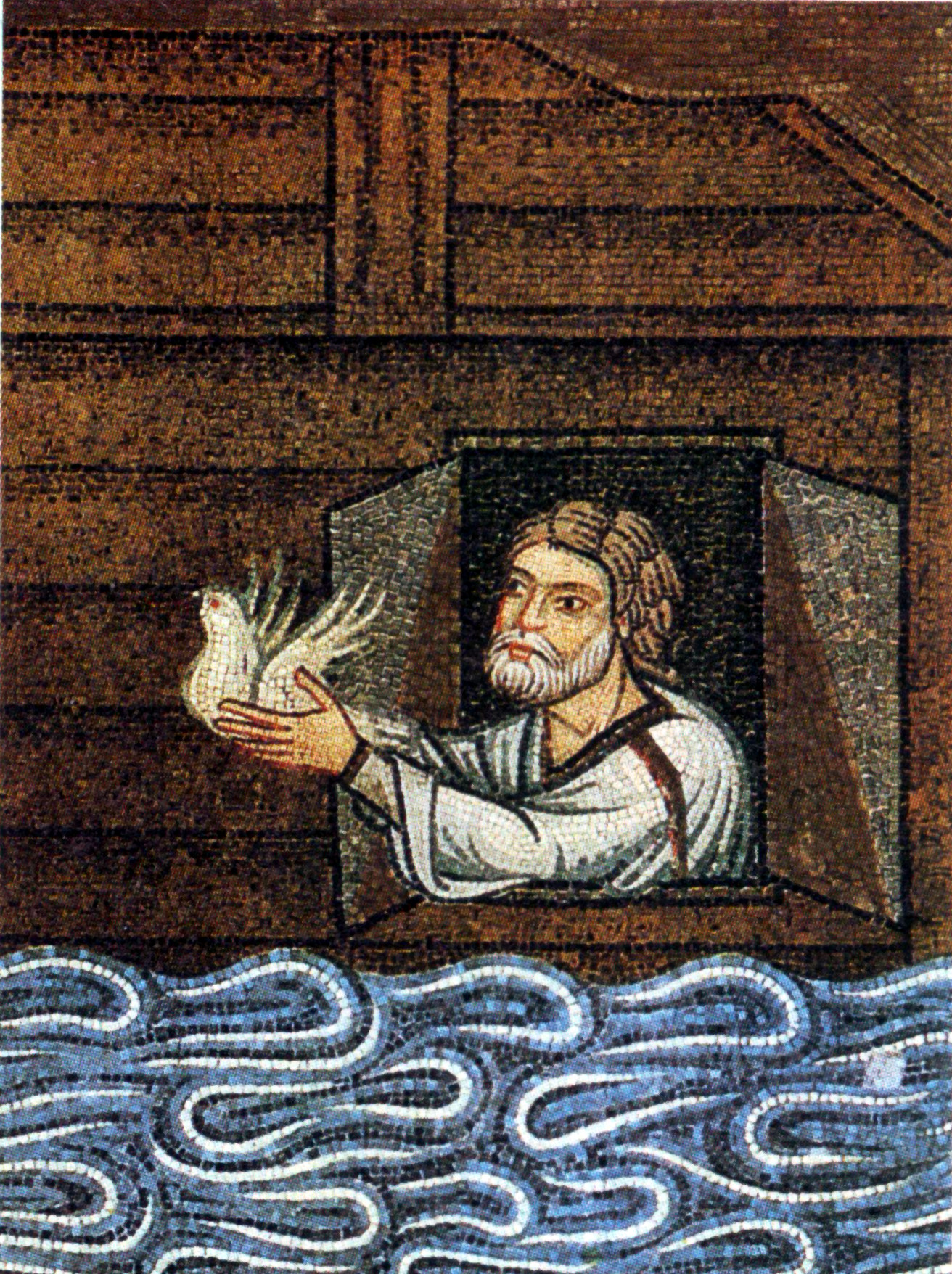
Ziusudra

Ziusudra (també anomenat Utnapixtim pels babilonis o Atrahasis pels accadis) és un heroi de la mitologia sumèria, protagonista del mite sobre el diluvi universal, que fou descobert en la seva versió més antiga en una tauleta trobada a Nippur. Diversos autors proposen que aquesta llegenda inspira el personatge de Noè i el Diluvi Universal de la tradició hebraica, i per extensió, cristiana i islàmica.

## El mite
A la revisió de la llista de reis sumeris WB-62, Ziusudra, o Zin-Suddu de Xuruppak, apareix com a fill de l'últim rei de Sumer abans d'una gran inundació. S'ha registrat que va regnar com a rei i com a sacerdot gudug durant deu sars (períodes de 3.600 anys), encara que aquesta xifra és probablement un error copista durant deu anys. En aquesta versió, Ziusudra va heretar el govern del seu pare Ubara-Tutu, que va governar per deu sars (unitats de 3.600)
Segons les tauletes de Nippur, el relat mític descriu com els humans foren creats pels déus:
“Després que Anu, Enlil, Enki i Ninhursag haguessin creat el (poble) dels caps negres”.
Però amb el seu soroll i el seu comportament, els humans enfurismaren els déus superiors. Aquests decideixen destruir-los, enviant un diluvi sobre la terra. Malgrat això, Enki, el senyor de la terra, s'apiada i comenta que no desitja la destrucció de tots els éssers humans.
Enki escull Ziusudra, i li diu que faci una embarcació i s'hi refugiï juntament amb diferents espècies d'animals, fins que passi el diluvi. Més tard, la narració continua amb el relat del diluvi:
| « | Totes les tempestes i els vents es desfermaren (en un mateix instant) el diluvi va envair els centres de culte. Després que el diluvi va cobrir la terra durant set dies i set nits i l'enorme barca trontollà sobre les vastes aigües per les tempestes, Utu sortí, il·luminant el cel i la terra. Ziusudra obrí llavors una finestra de la seva enorme barca. Utu va penetrar amb els seus raigs dins de la gegantesca barca. El rei Ziusudra es prosternà davant Utu; el rei li immolà gran nombre de bous i carners. «Invocareu pel cel i per la terra (...)» An (i) Enlil invocaren pel cel i per la terra (...) feren aparèixer els animals que sorgiren de la terra. El rei Ziusudra es prosternà davant An (i) Enlil. An (i) Enlil cuidaren de Ziusudra, li donaren vida com (la d') un déu; feren descendir para ell un etern alè com (el d') un déu. | » |

Posteriorment, aquest poema va influir en la mitologia assíria en el poema accadi Atrahasis, en què l'heroi és Atrahasis.